# Perdita chionostoma
Perdita chionostoma är en biart som beskrevs av Timberlake 1964. Perdita chionostoma ingår i släktet Perdita och familjen grävbin. Inga underarter finns listade i Catalogue of Life.